# Nominet
Nominet ist eine gemeinnützige Organisation mit Hauptsitz in Oxford, Großbritannien. Sie wurde 1996 gegründet und ist für Betrieb und Verwaltung der Top-Level-Domain .uk verantwortlich.

## Geschichte
Nach der Einführung von .uk im Jahr 1985 wurden Domains unter dieser Endung vom sogenannten Naming Committee verwaltet, das ausschließlich aus Freiwilligen bestand. Nachdem dies die stetig steigende Zahl an Domains nicht mehr handhaben konnte, wurde 1996 das Unternehmen Nominet gegründet. Als Rechtsform wurde die Private Limited Company gewählt, bei der die Gesellschafter nicht am Gewinn beteiligt sind, sodass die faktisch gemeinnützig arbeiten. Der Übergang der .uk-Verwaltung vom Naming Committee auf Nominet fand am 14. Mai 1996 statt.
Im Jahr 2006 gab Nominet bekannt, das Unternehmen umstrukturieren zu wollen. Es wurde versucht, neben Domains auch die Verwaltung von ENUMs zu übernehmen. Außerdem sollte eine Änderung der Satzung dafür sorgen, dass die Mitglieder für organisatorische Entscheidungen nicht mehr so häufig direkt befragt werden müssen.
Die historische Marke von 10 Millionen registrierten .uk-Domains erreichte Nominet im März 2012. Das Unternehmen gehört damit zu den drei größten Network Information Centern weltweit.

## Kritik
Im Januar 2010 geriet Nominet in die Kritik, nachdem auf Wunsch des Metropolitan Police Service etwa 1.200 Domains gesperrt wurden. Als Grund dafür gab das Unternehmen eine Verwicklung in die Internetkriminalität an, jedoch wurde dies für einige Domains nicht nachgewiesen. Sie standen lediglich im Verdacht, an Rechtsverstößen beteiligt gewesen zu sein. Ein Gerichtsbeschluss wurde von Nominet nicht eingeholt.
2012 wurde außerdem bekannt, dass Nominet wegen Diskriminierung in der Kritik stand. Die ehemalige Leiterin der Rechtsabteilung verklagte das Unternehmen auf 101.000 Pfund Schadenersatz und Schmerzensgeld. Nach eigener Aussage bezog sich die Klage überwiegend auf Fälle aus den Jahren 2008 und 2009.